# SN 2004ba
SN 2004ba – supernowa odkryta 20 marca 2004 roku w galaktyce A135656-1125. W momencie odkrycia miała maksymalną jasność 22,90m.